# محمد عايش (إعلامي)
محمد عايش كاتب وصحفي فلسطيني يقيم في بريطانيا. يكتب في جريدة السبيل الأردنية ولديه العديد من الكتب والمؤلفات.
ولد محمد عايش في العاصمة الأردنية عمان عام 1979، حصل على شهادة البكالوريوس في العلوم السياسية من جامعة مؤتة عام 2001، انتقل إلى العمل الصحفي منذ عام 2000، وبدأ كتابة المقالات منذ عام 1998.
اجتاز عشرات الدورات الصحفية، في عدة دول، وألقى العديد من المحاضرات وورش التدريب.
عضو اتحاد الصحفيين والكتاب الفلسطينيين وعضو اتحاد الصحفيين في بريطانيا.

## أبرز مؤلفات الكاتب والصحفي محمد عايش
1- معاهدة وادي عربة وإمكانية الغائها: دراسة تحليلية - دار البيارق - عمان 2001.
2- قوانين المطبوعات الأردنية ومدى انسجامها مع المعايير الدولية لحقوق الإنسان - الناشر: مركز عمان لدراسات حقوق الإنسان - عمان 2003.
3- حسن التل الفكر السياسي والتجربة الاعلامية - الناشر: مؤسسة رسالة الحسن - عمان 2003.

## قنوات التلفزيون التي يشارك فيها محمد عايش
1- قناة الحوار - لندن.
2- قناة الأخبارية - السعودية.
3- قناة الاقتصادية - السعودية.
4- قناة صانعو القرار - دبي.
5- قناة العالمية - لندن.
6- مؤسسة الإذاعة والتلفزيون التركية التركية.
أسس محمد عايش جريدة العرب نيوز في لندن، وموقع ألوان نيوز الأخباري.